# Kafr Zita
Kafr Zita (tiếng Ả Rập: كفر زيتا, cũng đánh vần là Kfar Zita, Kafr Zayta, Kfar Zeita, Keferzita hoặc Kafr Zeita) là một thị trấn ở phía bắc Syria, một phần hành chính của Tỉnh Hama, nằm cách Hama 30 km về phía bắc. Các địa phương lân cận bao gồm Kafr Nabudah và al-Habit ở phía tây bắc, Khan Shaykhun ở phía đông bắc, Mork ở phía đông, Suran ở phía đông nam, al-Lataminah, Halfaya và Mahardah ở phía nam, Tremseh ở phía tây nam và Kirnaz và Hayalin. Theo Cục Thống kê Trung ương Syria, Kafr Zita có dân số 17.052 trong cuộc điều tra dân số năm 2004. Đây cũng là trung tâm của một nahiyah ("phó huyện"), một phần của huyện Mhardeh, bao gồm bảy địa phương với dân số kết hợp là 39.032 vào năm 2004.

## Từ nguyên
Từ đầu tiên của Kafr Zita, đó là Kafr, là một từ tiếng Syriac có nghĩa là "trang trại" hoặc "làng". Từ thứ hai 'Zita' là một từ Syriac khác dùng để chỉ dầu ô liu. Ngôi làng được biết đến với việc trồng ô liu vẫn còn là một trong những cây trồng chính của làng. Ngoài ra quả hồ trăn đã trở nên phổ biến gần đây liên quan đến doanh thu kinh tế tốt hơn của nó.

## Lịch sử
Những tàn tích của một nhà thờ có niên đại từ thời Byzantine vào thế kỷ thứ 5 nằm ở Kafr Zita.
Vào cuối kỷ Ottoman giữa thế kỷ 18-19, cư dân của Kafr Zita, vào thời điểm đó là một trong những ngôi làng lớn nhất ở khu vực phía bắc sông Orontes, thường xuyên bị truy thu thuế và phải nhận hỗ trợ tài chính.
Trong thời kỳ Pháp ủy ở Syria, Kafr Zita, giống như nhiều địa phương xung quanh, được tổ chức như một làng nông nghiệp tập thể. Vào năm 1975, các nahiyah ("tiểu khu") của Kafr Zita và Mhardeh đã được kết hợp với nhau để tạo thành mantiqah ("quận") của Mhardeh, với tư cách là thủ đô.
Vào ngày 16 tháng 12 năm 2012, trong cuộc nổi dậy của Syria chống lại chính phủ Bashar al-Assad bắt đầu vào đầu năm 2011, các lực lượng chính phủ chống lại phiến quân đã ném bom Kafr Zita, khiến ba đứa trẻ thiệt mạng, theo Đài quan sát nhân quyền Syria (SOHR). Vào ngày 20 tháng 12, phiến quân tuyên bố đã chiếm được Kafr Zita và một loạt các thị trấn lân cận khác trong một cuộc tấn công chống lại lực lượng chính phủ ở vùng lân cận Hama. Vào tháng 9 năm 2013, Abu Shafiq trạm kiểm soát (35°22′30″B 36°39′07″Đ / 35,375°B 36,652°Đ) nằm giữa Kafr Zita và Morek, đã bị phiến quân bắt giữ. Tuy nhiên, vào ngày 22 tháng 9 năm 2014, có thông tin rằng phiến quân nhắm vào trạm kiểm soát. Đến đầu tháng 1 năm 2014, thị trấn đã bị Nhà nước Hồi giáo Iraq và Levant kiểm soát. Tuy nhiên, sau đó, ISIS đã bị phiến quân loại khỏi thị trấn.

## Nhân khẩu học
Cư dân của Kafr Zita chủ yếu là người Hồi giáo Sunni Mawalis. Vào đầu thế kỷ 20, họ cùng với cư dân Suran gần đó vẫn tự hào về nguồn gốc Mawali của mình. Người Mawali là những bộ lạc du mục Hồi giáo ngoài Ả Rập thống trị các vùng sa mạc phía bắc Syria trong nhiều thế kỷ trước khi bị buộc phải đến vùng lân cận Hama và Aleppo vào thế kỷ 18 bởi Annizah, một liên minh bộ lạc Bedouin từ vùng Najd của bán đảo Ả Rập.